# La Pécheresse (film, 1975)
Pour les articles homonymes, voir La Pécheresse.
Pour plus de détails, voir Fiche technique et Distribution.
La Pécheresse (titre original : La peccatrice) est un film italien réalisé par Pier Ludovico Pavoni, sorti en 1975.

## Synopsis
Debra Santalena est arrivée en Sicile avec son petit ami Turi. Dès son arrivée, les femmes du pays la rejettent surtout à cause de la couleur de sa peau et de sa grande beauté.
Le « Turc », puissant entrepreneur local, aime les belles femmes et brûle de désir pour Debra. Sa femme jalouse veut mettre fin à la relation extraconjugale de son mari et fait appel à son fils Michelino étudiant à Rome pour l'aider. Mais Michelino tombe également amoureux de Debra, donnant lieu à un conflit avec son père qui se terminera avec la mort de Debra, lapidée par les femmes du pays.

## Fiche technique
- Titre : La Pécheresse
- Titre original : La peccatrice
- Réalisation : Pier Ludovico Pavoni
- Sujet : Oretta Emmolo et Pier Ludovico Pavoni
- Scénario : Oretta Emmolo et Pier Ludovico Pavoni
- Musique : Franco Bixio, Fabio Frizzi et Vince Tempera
- Distribution : Pac - Eden Video
- Pays :  Italie
- Genre : drame, érotique
- Durée : 90 min.
- Sortie : 1975

## Distribution
- Zeudi Araya : Debra
- Franco Gasparri : Michele
- Francisco Rabal : le « Turc »
- Clara Calamai : épouse du « Turc »
- Ettore Manni : Santuzzo